# Dialekt staroakadyjski

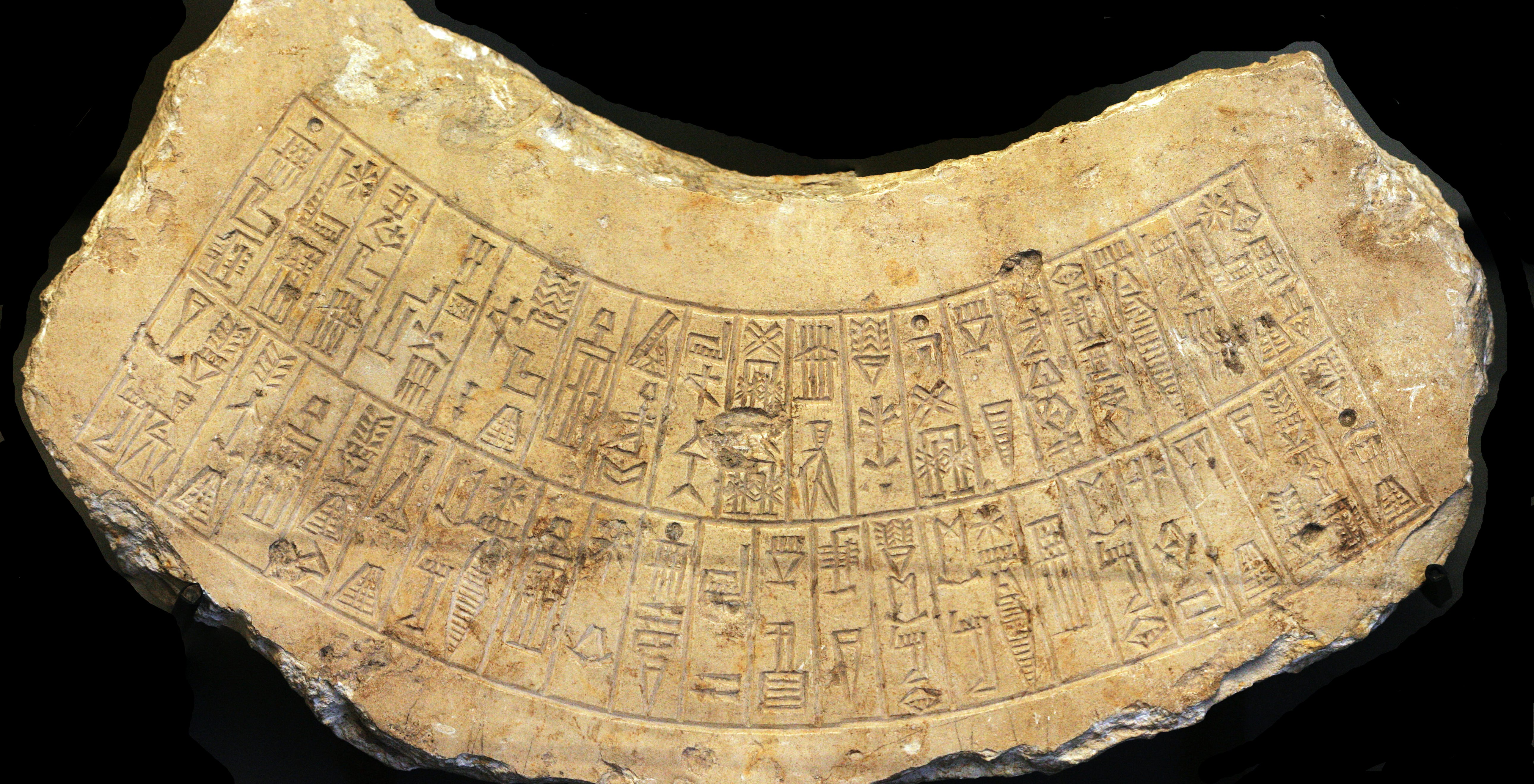
inskrypcja klinowa króla Naram-Sina z Akadu (ok. 2254-2218 p.n.e.) zapisana w dialekcie staroakadyjskim; zbiory Luwru w Paryżu.

Dialekt staroakadyjski – najstarszy znany dialekt języka akadyjskiego, poświadczony w mezopotamskich źródłach pisanych z 2 połowy III tys. p.n.e. Na źródła te składają się dokumenty ekonomiczno-prawne oraz imiona własne, a także niewielka liczba inskrypcji królewskich. Staroakadyjski był żywym językiem do około 1950 roku p.n.e. Do jego podziału na dwa dialekty – północny asyryjski i południowy babiloński – wpłynęły migracje i osiedlanie się w regionie ludności semickiej.